# Église Saint-Étienne de Senoncourt
Pour les articles homonymes, voir Église Saint-Étienne et Saint-Étienne.
L'église Saint-Étienne est une église catholique située à Senoncourt, en France.

## Localisation
L'église est située sur la commune de Senoncourt, dans le département français de la Haute-Saône.

## Historique
L'édifice est inscrit au titre des monuments historiques en 1934.